# 松村時次

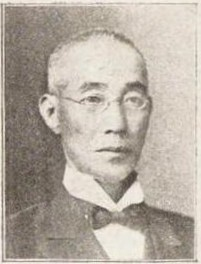
松村時次

松村 時次（まつむら ときじ、1855年3月29日（安政2年2月12日） - 1917年（大正6年）7月9日）は、日本の政治家、衆議院議員（2期）、貴族院議員、熊本県会議員、熊本県多額納税者。

## 経歴
熊本県出身。関忠之丞の四男として生まれ、のち先代儀平の養子となる。漢学を学ぶ。熊本県会議員、町村連合会議員、玉名郡会議員、同参事会員、同議長、県農会玉名郡代表者となる。また、玉名銀行頭取、日韓殖産(株)取締役、玉名製糸(株)社長、肥後農工銀行、肥後蚕糸信託各(株)監査役を務めた。
1903年の第8回衆議院議員総選挙において熊本県郡部から帝国党公認で立候補して当選する。1904年の第9回衆議院議員総選挙は不出馬。1907年12月、貴族院多額納税議員に就任し、1911年9月まで務めた。翌1912年の第11回衆議院議員総選挙に中央倶楽部から再出馬、2回目の当選を果たした。衆議院議員を2期務め、1915年の第12回衆議院議員総選挙には出馬しなかった。1917年に死去した。

## 家族
- 実父・関忠之丞 - 熊本県士族
- 養父・松村儀平
- 妻・タケ - 熊本県士族・吉津全之四女。愛国婦人会熊本県幹事
- 二男・速雄 - 岳父に岡村喜万太
- 長女・梅 - 夫の義兄（姉の夫）に隈本繁吉
- 二女・マキ - 舅に岡村喜万太